# David Fox (Schwimmer)
David Ashley Fox (* 25. Februar 1971 in Raleigh, North Carolina) ist ein ehemaliger Schwimmer aus den Vereinigten Staaten, der eine olympische Goldmedaille gewann.

## Karriere
Fox besuchte die Jesse O. Sanderson High School und dann die North Carolina State University. Er gewann einen Meistertitel der National Collegiate Athletic Association. Bei der Universiade 1993 in Buffalo siegte Fox über 50 und 100 Meter Freistil. Zwei weitere Goldmedaillen erhielt er mit der 4-mal-100-Meter-Freistilstaffel und mit der 4-mal-100-Meter-Lagenstaffel. Einen Monat später trat er bei den Pan Pacific Swimming Championships an und gewann Gold mit der 4-mal-100-Meter-Freistilstaffel. Ende 1993 folgte eine Silbermedaille hinter den Brasilianern in der Freistilstaffel bei den Kurzbahnweltmeisterschaften in Palma de Mallorca. Die US-Staffel trat mit David Fox, Seth Pepper, Jon Olsen und Mark Henderson an. Fox startete auch über 50 Meter Freistil und belegte den vierten Platz.
Bei den Pan Pacific Swimming Championships 1995 in Atlanta belegte Fox den fünften Platz über 100 Meter Freistil. Über 50 Meter Freistil schlug er eine Hundertstelsekunde hinter seinem Landsmann Gary Hall junior an und erhielt die Silbermedaille. Die 4-mal-100-Meter-Freistilstaffel mit David Fox, Joe Hudepohl, Jon Olsen und Gary Hall junior gewann den Titel und unterbot in 3:15,11 Minuten den sieben Jahre alten Weltrekord. Der Weltrekord von 1995 wurde erst bei den Olympischen Spielen 2000 von den Australiern unterboten.
1996 bei den Olympischen Spielen in Atlanta qualifizierte sich die 4-mal-100-Meter-Freisitlstaffel der Vereinigten Staaten in der Besetzung David Fox, Scott Tucker, Brad Schumacher und Josh Davis mit der schnellsten Vorlaufzeit für das Finale. Im Endlauf schwammen Jon Olsen, Josh Davis, Brad Schumacher und Gary Hall junior drei Sekunden schneller als die Vorlaufstaffel und gewannen die Goldmedaille vor den Russen, den Deutschen und den Brasilianern. Diese vier Staffeln waren im Finale schneller als die US-Staffel im Vorlauf. Alle sechs eingesetzten Schwimmer der Vereinigten Staaten erhielten eine Goldmedaille. Fox nahm auch am Wettbewerb über 50 Meter Freistil teil und belegte den sechsten Platz. 1997 nahm Fox noch einmal an den Pan Pacific Swimming Championships teil und wurde Dritter über 50 Meter Freistil.
Nach seiner Graduierung wechselte Fox für sein Master-Studium an die University of North Carolina. Er zog später mit seiner Familie nach Atlanta und arbeitete für Goldman Sachs.